# Jupiter-Bursts

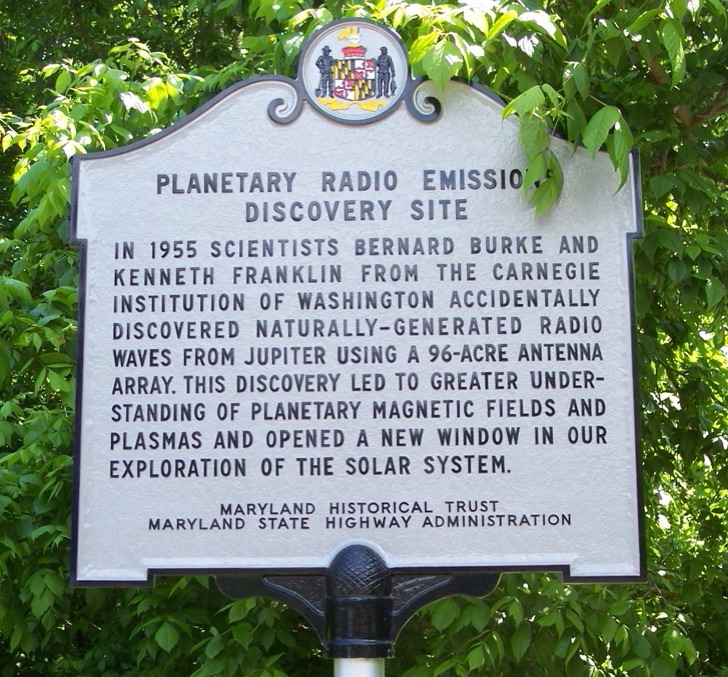
Gedenktafel am Ort der Entdeckung der Jupiter-Bursts

Jupiter-Bursts (auch DAM für decametric radio emission) sind natürliche Radiosignale im Kurzwellenbereich, die vom Planeten Jupiter ausgehen.
Die Signale wurden 1955 von den beiden amerikanischen Astronomen Kenneth Franklin und Bernard Flood Burke entdeckt.
Die stärksten Jupiter-Bursts entstehen, wenn vulkanische Aktivität auf seinem Mond Io Gas in die Magnetosphäre des Jupiter schleudert. Dabei entstehen Plasmawellen, die je nach Konstellation auf der Erde empfangen werden können. Der genaue Entstehungsmechanismus ist noch unbekannt.
Es gibt L-Bursts (long), die wie Brandungswellen tönen, und S-Bursts (short), die klingen wie das Flattern einer Fahne im Wind.
Die Signale sind aufgrund ihrer Frequenz und ihrer hohen Signalstärke einfach zu empfangen. Sie eignen sich darum besonders gut für Amateurbeobachtungen und Schulprojekte, beispielsweise mit der durch das Projekt Radio JOVE der amerikanischen Luft- und Raumfahrtbehörde NASA bereitgestellten Hard- und Software.